# Boa Vista (Brazylia)
Boa Vista – miasto w północnej Brazylii, nad rzeką Branco, stolica stanu Roraima. Około 243 tys. mieszkańców.